# عنوان الاقتراع
عنوان الاقتراع هو إجراء التصويت الرسمي والمختصر والموجز الذي يظهر في ورقة الاقتراع. والهدف من عنوان الاقتراع الجيد أن يكون ملخصًا محايدًا يوصل للناخبين بدقة فحوى ما ينص عليه القانون الجديد المقترح. ويقول المؤتمر الوطني لمشرعي الولايات «إن عنوان الاقتراع والملخص هما أهم جزأين في المبادرة من حيث تثقيف الناخب. ذلك أن معظم المقترعين لا يقرؤون أبدًا أكثر من عنوان وملخص نص مقترحات المبادرة. وبالتالي، فإن وضع عناوين وملخصات موجزة ودقيقة وحيادية أمر بالغ الأهمية.»
ومع ذلك، لا يكون واضحًا دائمًا كيفية وصف جوهر ما ينص عليه قانون جديد بحيادية.
ونتيجة لذلك، تمثل عناوين الاقتراعات أرضًا خصبة للنزاع ورفع الدعاوى القضائية.

## الاختلافات بين الولايات
أحد الاختلافات بين الولايات فيما يخص القوانين التي تحكم عملية المبادرة تتعلق بما إذا كان يحدد عنوان الاقتراع قبل تجميع التوقيعات أو بعده.
يتعلق عنصر اختلاف آخر بين الولايات بما إذا كانت الحكومة هي من تضع عنوان الاقتراع (يمكن أن تكون لجنة أو مجلس لوضع عنوان الاقتراع أو وزير الخارجية أو مسؤول آخر عن الانتخابات) أو ما إذا كان يحدد عنوان الاقتراع منظمة سياسية تؤيد الإجراء.

## عناوين الاقتراعات قبل التداول
تتضمن الولايات التي تحدد عنوان الاقتراع قبل التداول:
ألاسكا وأركنساس وكاليفورنيا وكولورادو وأيداهو وماين وماساتشوستس والمسيسيبي وميزوري ومونتانا وداكوتا الشمالية وأوهايو وأوريغون (في ولاية أوريغون، يحدد عنوان الاقتراع بعد استلام 1000 توقيع رعاية مبدئي) وواشنطن.

## عناوين الاقتراعات بعد التداول
تشمل الولايات التي تحدد فيها الحكومة عنوان الاقتراع بعد تجميع التوقيعات:
أريزونا وميشيغان ونبراسكا ونيفادا وأوكلاهوما ويوتا ووايومينغ.

## عناوين الاقتراعات التي يحددها المؤيدون
في ولايتي فلوريدا وداكوتا الجنوبية، يحدد عنوان الاقتراع إحدى الجهات المؤيدة؛ وهو ما يخضع للطعن القانوني من جانب المعارضين أمام المحاكم.

## تأثير عنوان الاقتراع على نتيجة الانتخابات
يوجد اتفاق عام على أن عنوان الاقتراع يمكن أن يقرر بنسبة كبيرة فوز أو خسارة إجراء الاقتراع.